# Ahn Eun-jin
Ahn Eun-jin (안은진?, 安恩眞?, An Eun-jinLR, An ŬnchinMR; Seul, 6 maggio 1991) è un'attrice sudcoreana.
Ha esordito nel 2012 in un adattamento in musical de I dolori del giovane Werther, continuando ad apparire in diverse opere teatrali fino al 2016. Successivamente è passata alla televisione, facendosi notare per le sue interpretazioni in Hospital Playlist (2020-2021), Una pessima madre ideale e Yeon-in (2023): per quest'ultima si è aggiudicata il riconoscimento di Miglior attrice ai Grimae Award e agli MBC Drama Award.

## Filmografia

### Cinema
- Olppaemi (올빼미?), regia di Ahn Tae-jin (2022)
- Simindeokhui (시민덕희?), regia di Park Young-joo (2024)
- In October, regia di Kwon Oh-joon (2024) – cortometraggio

### Televisione
- Sutjanyeo Gye Sukja (숫자녀 계숙자?) – webserie (2018)
- Life (라이프?) – serie TV (2018)
- Wang-i doen namja (왕이 된 남자?) – serie TV (2019)
- Kingdom (킹덤?) – serie TV (2019-2020)
- Bing-ui (빙의?) – serie TV (2019)
- Gungmin yeoreobun! (국민 여러분!?) – serie TV (2019)
- Ta-in-eun ji-og-ida (타인은 지옥이다?) – serie TV (2019)
- Geomsanaejeon (검사내전?) – serie TV (2019-2020)
- Hospital Playlist (슬기로운 의사생활?) – serie TV (2020-2021)
- Gyeong-u-ui su (경우의 수?) – serie TV (2020)
- Dark Hole (다크홀?) – serie TV (2021)
- Manyeosikdang-euro ose-yo (마녀식당으로 오세요?) – serie TV (2021)
- Han saramman (한 사람만?) – serie TV (2021)
- Una pessima madre ideale (나쁜 엄마?) – serie TV (2023)
- Yeon-in (연인?) – serie TV (2023)
- Addio alla Terra (종말의 바보?) – serie TV (2024)
- Resident Playbook (언젠가는 슬기로울 전공의생활?, Eonjen-ganeun seulgiro-ul jeongong-uisaenghwalLR) – serie TV, episodi 2, 12 (2025)